# Атена (Орегон)
Атена (англ. Athena) — місто (англ. city) в США, в окрузі Уматілла штату Орегон. Населення — 1209 осіб (2020).

## Географія
Атена розташована за координатами 45°48′48″ пн. ш. 118°29′33″ зх. д. / 45.81333° пн. ш. 118.49250° зх. д. (45.813241, -118.492504).  За даними Бюро перепису населення США в 2010 році місто мало площу 1,47 км², уся площа — суходіл.

## Демографія
Згідно з переписом 2010 року, у місті мешкало 1126 осіб у 446 домогосподарствах у складі 325 родин. Густота населення становила 764 особи/км².  Було 484 помешкання (329/км²).
Расовий склад населення:
| - 91,4 % — білих - 3,0 % — корінних американців - 0,4 % — чорних або афроамериканців - 0,4 % — азіатів - 2,8 % — осіб інших рас |

До двох чи більше рас належало 2,0 %. Частка іспаномовних становила 4,5 % від усіх жителів.
За віковим діапазоном населення розподілялося таким чином: 25,0 % — особи молодші 18 років, 58,7 % — особи у віці 18—64 років, 16,3 % — особи у віці 65 років та старші. Медіана віку мешканця становила 41,6 року. На 100 осіб жіночої статі у місті припадало 92,5 чоловіків;  на 100 жінок у віці від 18 років та старших — 89,5 чоловіків також старших 18 років.
Середній дохід на одне домашнє господарство  становив 58 685 доларів США (медіана — 62 188), а середній дохід на одну сім'ю — 56 251 долар (медіана — 62 500). Медіана доходів становила 41 181 долар для чоловіків та 32 024 долари для жінок. За межею бідності перебувало 25,1 % осіб, у тому числі 38,8 % дітей у віці до 18 років та 6,7 % осіб у віці 65 років та старших.
Цивільне працевлаштоване населення становило 468 осіб. Основні галузі зайнятості: роздрібна торгівля — 17,7 %, виробництво — 13,7 %, освіта, охорона здоров'я та соціальна допомога — 11,5 %, науковці, спеціалісти, менеджери — 10,9 %.